# Costus bracteatus
Costus bracteatus är en enhjärtbladig växtart som beskrevs av Willard Winfield Rowlee. Costus bracteatus ingår i släktet Costus och familjen Costaceae. Inga underarter finns listade.